# Phycus niger
Phycus niger är en tvåvingeart som först beskrevs av Krober 1929.  Phycus niger ingår i släktet Phycus och familjen stilettflugor.
Artens utbredningsområde är Namibia. Inga underarter finns listade i Catalogue of Life.